# Adabe (cidade)
Adabe ou Udabe (em sumério: 𒌓𒉣𒆠; romaniz.: Adabki; a moderna Bismaia na província de Uacite) era uma antiga cidade suméria localizada ao sul de Nipur (moderna Nifer ou Nufar), do Iraque. Algumas escavações realizadas de 1 903 até 1 904 pelo arqueólogo americano Edgar James Banks revelou edifícios que datam desde o período pré-histórico e até o reinado de Ur-Namu de Ur (r. 2112–2095 a.C.). Adabe era um importante centro sumério apenas até cerca de 2 000 a.C.. A Lista de reis da Suméria atribuía à cidade uma das primeiras dinastias, compreendendo apenas um rei, Lugalanemundu, que dizem ter reinado por 90 anos; de acordo com sua posição na Lista de reis, esse reinado teria sido por volta de 2 400 a.C.. Em quase todas as outras épocas de sua história, Adabe foi governado por reis que controlavam toda ou a maior parte da Babilônia (no sul da Mesopotâmia). A principal divindade da cidade era a deusa Ninursague.